# Jesús Carranza Castro
Mayor Jesús Carranza Castro (1896-1993) fue un militar mexicano que participó en la Revolución mexicana. 

## Vida
Nació en Saltillo, Coahuila el 8 de abril de 1896 siendo hijo de Emilio Carranza Garza y de Rosaura Castro, así como sobrino de Venustiano Carranza. 
Cursó la primaria en Ocampo y luego estudió en academias militares estadounidenses.
Empezó la carrera de Ingeniería Eléctrica en los Estados Unidos, pero tuvo que suspenderla en 1914. Regresó al país y se dio de alta en el Estado Mayor de Francisco Manzo, al lado de su hermano Moisés, en octubre de ese año.
Tuvo una ligera participación en la campaña contra el villismo en el Bajío, para luego ser nombrado Jefe del Depósito de Vestuario y Equipo.
A principios de 1916 ingresó al Estado Mayor del Primer Jefe, su tío Venustiano Carranza, de donde fue enviado a concluir su carrera en Estados Unidos.
Regresó al país para encargarse de una planta electrolítica en las fábricas nacionales de armamento, que, finalmente no se puso en operación.
En las postimetrías del gobierno de Carranza fue enviado a Europa para contratar expertos en la fabricación de armamento.
Se casó con Ana María Dávila Durán, con quien tuvo seis hijos: Ana Beatriz Carranza Dávila, Jesús Carranza Dávila, Ana Martha Carranza Dávila, Felipe Carranza Dávila, María de Lourdes Carranza Dávila y Alberto Carranza Dávila.

## Obras
Origen, destino y legado de Carranza 1977